# Świątki (Ermland-Mazurië)
Świątki (Duits: Heiligenthal) is een dorp in het Poolse woiwodschap Ermland-Mazurië, in het district Olsztyński. De plaats maakt deel uit van de gemeente Świątki.